# 調查 (社會科學)
在社會科學中，調查是指考察技巧在人類群體身上的應用，是一種與研究對象實質接觸、溝通，以蒐集相關原始資料之研究方法，研究人員通過各種管道（例如电话、邮件、在線問卷、商场問詢）從特定人群中搜集数据並進行整理，之後在此基礎上得出結論。社會調查可套用於大大小小的各種群體。